# Superga
Superga este un deal situat pe malul de sud al râului Pad, la est de Torino, în nord-vestul Italiei. La 672 de metri deasupra nivelului mării, este unul dintre cele mai proeminente dintre dealurile care formează un amfiteatru în jurul orașului. Superga este cunoscut ca locul multora dintre mormintele regilor din Casa de Savoia, pentru Basilica Superga, pentru Superga Rack Railway, care conectează Torino de suburbia Sassi, și pentru tragedia aeriană din 1949 de la Superga unde a murit aproape întreaga echipă de fotbal AC Torino.